# 列冯·阿罗尼扬
列冯·格里戈里·阿罗尼扬（羅馬化：Levon Grigori Aronyan，1982年10月6日—）是一名亞美尼亞西洋棋特级大师。作為一個西洋棋神童，他在2000年17歲時就獲得特級大師稱號。他是前世界西洋棋快速和超快速錦標賽冠軍，在2014年3月國際棋聯世界排名中，他以2830的等級分佔據第2位，成為歷史上排名第四的選手。
阿羅尼揚在2005年和2017年贏得西洋棋世界盃。他帶領亞美尼亞國家隊在2006年（都靈）、2008年（德累斯頓）和2012年（伊斯坦堡）的西洋棋奧林匹克競賽中獲得金牌，並在2011年的寧波世界西洋棋團體錦標賽中獲得金牌。他贏得了2008－2010年國際棋聯大獎賽，使他有資格參加2012年世界西洋棋錦標賽的候選人賽。他還在2006年和2007年獲得西洋棋960的世界冠軍，2009年獲得快速棋的世界冠軍，2010年獲得超快速棋的世界冠軍。
自2000年代初以來，阿羅尼揚一直是亞美尼亞的主要棋手。他在亞美尼亞的知名度使他被稱為名人和英雄。他在2005年被評為亞美尼亞最佳運動員，2009年被授予亞美尼亞共和國體育榮譽大師稱號。2012年，他被授予聖梅索普·馬什托茨勳章。2016年，CNN稱阿羅尼揚是「西洋棋界的大衛·貝克漢」。
阿羅尼揚在2021年2月底宣布他決定從亞美尼亞西洋棋聯合會轉到美國聯合會，並稱政府對這項運動的支持下降是他的動機。轉會於2021年12月完成。

## 外部連結
- 列冯·阿罗尼扬的国际棋联等级分卡
- 列冯·阿罗尼扬 （页面存档备份，存于）在世界西洋棋聯合會的評級卡
- 列冯·阿罗尼扬 （页面存档备份，存于）在Chessgames.com的選手簡介
- 列冯·阿罗尼扬 （页面存档备份，存于）在365Chess.com的選手簡介
- 列冯·阿罗尼扬 （页面存档备份，存于）在Chess.com的選手簡介
- Grandmaster Games Database – Levon Aronian （页面存档备份，存于）
- Biography of Levon Aronian
- Interview with Levon Aronian （页面存档备份，存于）
- Edward Winter's "Books about Leading Modern Chessplayers" (Chess Notes Feature Article) （页面存档备份，存于）
- 列冯·阿罗尼扬的X（前Twitter）

| 成就                     | 成就                          | 成就                     |
| ------------------------ | ----------------------------- | ------------------------ |
| 前任： 維斯瓦納坦·阿南德 | 世界西洋棋快棋錦標賽 2009年   | 繼任： 加塔·卡姆斯基     |
| 前任： 馬格努斯·卡爾森   | 世界西洋棋超快棋錦標賽 2010年 | 繼任： 亞歷山大·格里修克 |